# Henri d'Apremont
Henri d'Apremont ou Adrien d'Aspremont Orthe (1509-1578) fut gouverneur de Bayonne sous le roi de France Charles IX. 

## Légende
Selon une tradition, ayant reçu l'ordre d'égorger le jour de la Saint-Barthélemy tous les calvinistes de son gouvernement (1572), il aurait répondu au roi : Sire, j'ai communiqué la lettre de Votre Majesté à la garnison et aux habitants de cette ville. Je n'y ai trouvé que de braves soldats, de bons citoyens, et pas un bourreau.
L'authenticité de cette belle réponse est contestée : on sait qu'au contraire le vicomte d'Orthez se montra cruel envers les protestants, au point dit-on de les faire poursuivre par des chiens.